# هوگو هرنهوف
هوگو هرنهوف (انگلیسی: Hugo Herrnhof؛ زادهٔ ۲۱ سپتامبر ۱۹۶۴) اسکیت‌باز سرعت اهل ایتالیا بود.